# 마이애미 히트
마이애미 히트(영어: Miami Heat)는 미국 플로리다주 마이애미를 연고지로 하는 NBA 동부 콘퍼런스 사우스이스트 디비전 소속 프로 농구 팀이다.
1988년 창단한 뒤 7번의 디비전 우승을 이뤄내며 강팀으로 떠올랐고 2005~2006 시즌 결승에서 드웨인 웨이드와 샤킬 오닐을 중심으로 댈러스 매버릭스를 4승2패로 꺾어 첫 우승을 달성했다.
기존의 드웨인 웨이드 외에 파워 포워드 크리스 보쉬와 스몰 포워드 르브론 제임스가 새로 영입되면서 빅3가 형성되었다. 포브스 매거진에 따르면, 2010년 마이애미 히트 프랜차이즈의 가치는 약 4억 2천 5백만 달러로 평가받았다. 2011~2012 시즌 결승에서는 웨스턴 컨퍼런스 우승팀인 오클라호마시티 선더를 4승 1패로 물리치고, 창단 후 두 번째 우승을 차지했다. 2012~2013 시즌 결승에서는 웨스턴 컨퍼런스 우승팀인 샌안토니오 스퍼스를 4승 3패로 물리치고, 창단 후 세 번째 우승이자 2년 연속 우승을 차지했다.

## 역대 홈경기장

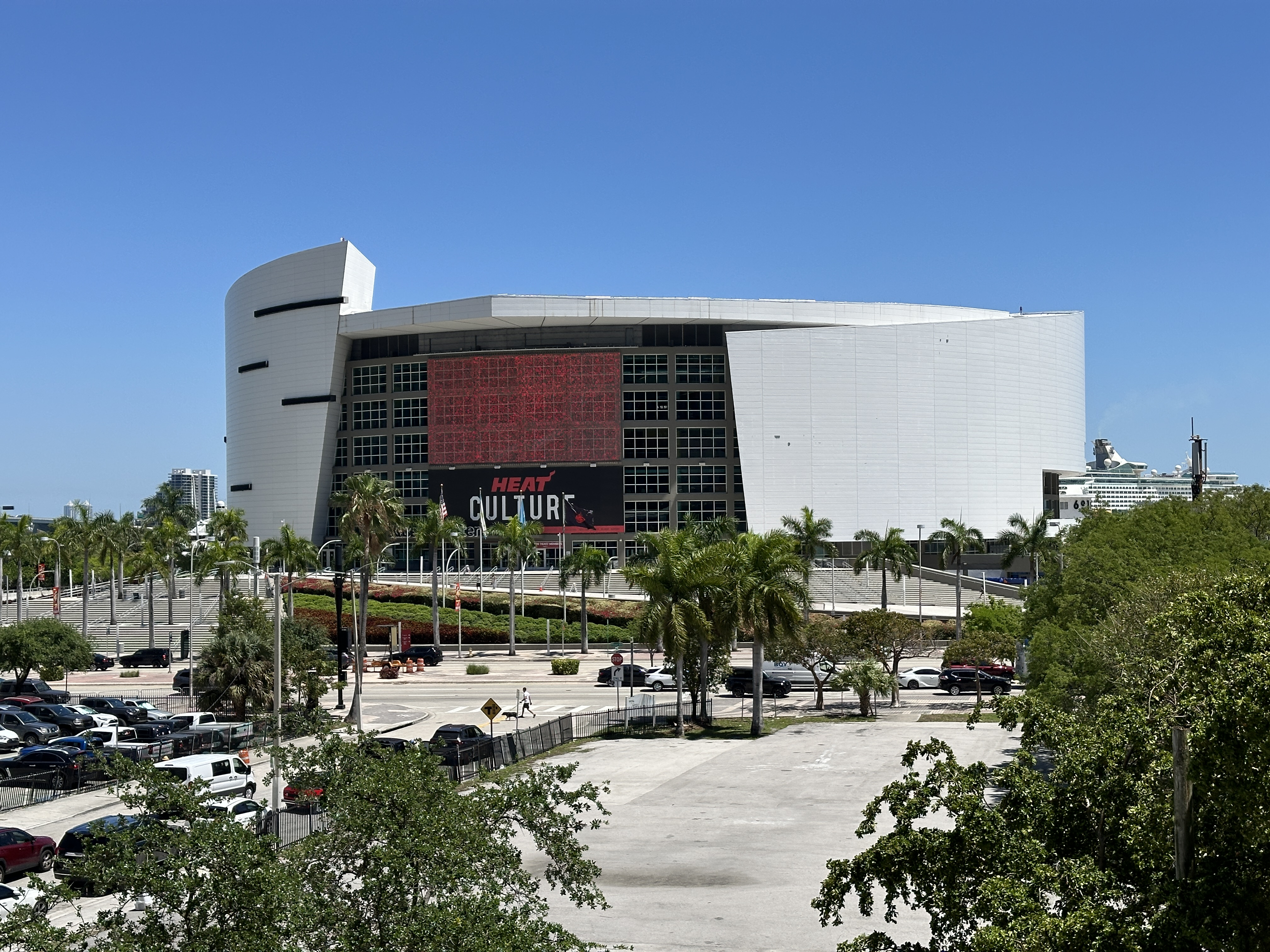
마이애미 히트의 홈경기장인 카세야 센터

| 경기장          | 사용기간      | 수용인원 | 장소                | 비고                                                                                                  |
| --------------- | ------------- | -------- | ------------------- | --- |
| 마이애미 히트   |               |          |                     | |
| 마이애미 아레나 | 1988년~2000년 | 15,200명 | 플로리다주 마이애미 | 빈칸                                                                                                  |
| 카세야 센터     | 2000년~현재   | 19,600명 | 플로리다주 마이애미 | 아메리칸 에어라인스 아레나 (1999년~2021년) FTX 아레나 (2021년~2023년) 마이애미-데이드 아레나 (2023년) |

## 영구 결번
| 번호          | 이름            | 포지션      | 활동 기간                   | 비고                                 |
| ------------- | --------------- | ----------- | --------------------------- | ------------------------------------ |
| 마이애미 히트 |                 |             |                             |                                      |
| 1             | 크리스 보쉬     | 포워드/센터 | 2010년~2017년               | 빈칸                                 |
| 3             | 드웨인 웨이드   | 가드        | 2003년~2016년 2018년~2019년 | 빈칸                                 |
| 6             | 빌 러셀         | 센터        | 빈칸                        | NBA 최초로 전 구단 영구결번됨.       |
| 10            | 팀 하데웨이     | 가드        | 1996년~2001년               | 빈칸                                 |
| 23            | 마이클 조던     | 가드        | 빈칸                        | 조던의 업적을 기려위해서 결번됨.     |
| 32            | 샤킬 오닐       | 센터        | 2004년~2008년               | 빈칸                                 |
| 33            | 알론조 모닝     | 센터        | 1995년~2002년 2005년~2008년 | 현 선수 프로그램 및 개발 담당 부사장 |
| 40            | 유도니스 하슬렘 | 포워드      | 2003년~2023년               | 빈칸                                 |

## 라이벌
- 뉴욕 닉스
- 올랜도 매직
- 보스턴 셀틱스
- 인디애나 페이서스
- 댈러스  매버릭스

## 같이 보기
- 마이애미 솔 (WNBA)
- 마이애미 플로리디안즈 (ABA)